# Mary Wells
Mary Esther Wells (Detroit, 13 maggio 1943 – Los Angeles, 26 luglio 1992) è stata una cantante statunitense di soul. Fu la prima stella femminile dello spettacolo messa sotto contratto dall'etichetta Motown.

## Biografia
Mary Wells fu scoperta a soli diciassette anni da Berry Gordy, il numero uno della Motown. Il suo primo successo fu Bye Bye Baby, che lei incise subito dopo aver firmato il contratto con la prestigiosa etichetta. Ma la canzone che fece di Mary Wells una stella fu My Guy, di cui in seguito sarebbero state realizzate molte cover (presenti anche nel noto film Sister Act con Whoopi Goldberg). Era il 1964 e Mary Wells raggiunse la prima posizione nella Billboard Hot 100, che tenne per due settimane, dominando anche i mercati discografici di tutto il mondo insieme ai Beatles, i quali peraltro la chiamarono ad aprire alcune tappe del tour che stavano effettuando.
Sempre per la Motown, Mary Wells incise alcuni duetti con Marvin Gaye. Dopo qualche anno lasciò l'etichetta, proseguendo la sua attività di cantante soul ma senza più riuscire a piazzare colpi vincenti. 
Nel 1990 stava registrando un album, quando apprese di essere affetta da un tumore alla laringe: morì nel 1992, non ancora cinquantenne, dopo aver ricevuto il sostegno finanziario di molti colleghi, tra cui Diana Ross, Martha Reeves, Bruce Springsteen e Rod Stewart.

## Vita privata
Mary Wells sposò due dei celebri fratelli musicisti Womack: Cecil, da cui ebbe Cecil Jr., Harry e Stacy; e Curtis, padre dell'ultimogenita Sugar. Entrambi i matrimoni naufragarono.

## Discografia
• 1961 - Bye Bye Baby I Don't Want to Take a Chance
• 1962 - The One Who Really Loves You
• 1963 - Recorded Live On Stage
• 1963 - Two Lovers
• 1964 - Mary Wells’ Greatest Hits
• 1964 - Mary Wells Sings My Guy
• 1965 - Mary Wells
• 1965 - Love Songs to the Beatles 
• 1966 - Two Sides Of Mary Wells
• 1968 - Servin’ Up Some Soul 
• 1981 - In and Out of Love
• 1990 - Keeping My Mind on Love